# Shawn Michael Hermann
Shawn Michael Hermann (1975) è un astronomo e ingegnere statunitense.
Shawn Michael Hermann è un ingegnere elettrotecnico statunitense conosciuto per le sue scoperte astronomiche effettuate nel periodo dei suoi studi universitari.

## Studi
Ha studiato presso l'Università dell'Illinois - Urbana-Champaign dove ha conseguito il Bachelor's degree (B.S.) nel 1994, la laurea magistrale (Master of Science,  M.S.) nel 1996 e il Dottorato di ricerca (Ph.D.) in ingegneria elettrotecnica nel 2002.

## Carriera
Ha iniziato la sua carriera lavorando per il progetto astronomico Lowell Observatory Near-Earth-Object Search, in seguito passò alla Raytheon Corporation. Continuò la sua carriera lavorando su algoritmi e ricerche per la Lucent Technologies, la Lockheed Martin per passare nel 2002 alla Numerica Corporation.

## Scoperte
Nel periodo 1998-1999 ha scoperto presso il LONEOS due asteroidi Apollo e uno Amor. Il 20 febbraio 1999 ha scoperto la cometa 275P/Hermann.

## Riconoscimenti
Nel 1993 gli è stato assegnato l'Edward C. Jordan Award. Gli è stato dedicato l'asteroide 10239 Hermann, alla moglie, Kelley K. Redwine, è stato dedicato l'asteroide 38070 Redwine.